# Comando carabinieri per la tutela del lavoro
Il Comando carabinieri per la tutela del lavoro è una struttura specializzata dell'Arma dei carabinieri che dipende dal Comando divisione unità specializzate a sua volta dipendenti dal Comando delle unità mobili e specializzate carabinieri "Palidoro" (Roma). Istituito nel 1997 come Comando, il suo compito precipuo è quello di tutelare il lavoro in tutte le sue forme, reprimendo gli abusi e contrastando il lavoro irregolare.

## Storia
Nel 1926 il Comando Generale dell'Arma dei Carabinieri Reali stabilì  "di istituire piccoli Nuclei di militari dell'Arma composti da un sottufficiale e di due appuntati o carabinieri provetti, per essere più particolarmente adibiti nel servizio di cui trattasi, secondo le direttive dei Circoli dell'Industria e del Lavoro". I primi Nuclei furono così costituiti "presso le Divisioni di Trieste e Brescia, di Milano, Torino, Bologna, Roma, Napoli e Catania".
Con il regio decreto legge 13 maggio 1937, n. 804, al fine di vigilare sulla corretta applicazione della normativa sul lavoro, furono assegnati "allo Ispettorato corporativo" un gruppo di 120 militari dell'Arma.

All'art. 2 si affiancava l'Arma agli ispettorati per rafforzare la vigilanza per l'applicazione delle leggi sul lavoro.
Nel dopoguerra, col DPR n. 520/1955, relativo alle norme sulla "Riorganizzazione centrale e periferica del Ministero del lavoro e delle politiche sociali", viene riconfermata e potenziata l'assegnazione del personale dell'Arma agli Ispettorati del lavoro, portandolo a 230.
Con il D.M. 31 luglio 1997 fu istituito il Comando Carabinieri Ispettorato del Lavoro, dove furono inquadrati i Nuclei Carabinieri Ispettorato del Lavoro (N.I.L.), ponendolo gerarchicamente alle dipendenze del direttore della Direzione territoriale del lavoro. Il 20 aprile 2006 il Comando cambia la precedente denominazione di Comando carabinieri ispettorato del lavoro in quella attuale.
Con l'entrata in vigore del d.lgs. 15 marzo 2010 n. 66 è stata riordinata l'intera normativa e le competenze del Comando carabinieri tutela del lavoro, modificate con il D.P.C.M. 23 febbraio 2016, attuativo del d.lgd.14 settembre 2015, n. 149.

## Organizzazione
Gerarchicamente, il Comando Carabinieri per la Tutela del Lavoro dipende dalla Divisione Unità Specializzate Carabinieri, ed opera alle dipendenze funzionali del Ministro del lavoro e delle politiche sociali..
Il personale dei Nuclei tutela del lavoro presso gli Ispettorati interregionali o territoriali del lavoro, dipendono gerarchicamente dal Gruppo Carabinieri per la tutela del lavoro, ma funzionalmente dal direttore della Ispettorato territoriale del lavoro, avendo le stesse funzioni degli ispettori del lavoro, operando secondo direttive di carattere generale impartite da questi, limitatamente all'attività giuslavoristica.
Il Comando carabinieri tutela del lavoro nel 2016 è stato riconfigurato e dal 1º gennaio 2017 è così organizzato:
- Comandante
  - Ufficio comando
  - Reparto Operativo;
  - Gruppo di Venezia: Friuli Venezia Giulia, Veneto, Emilia Romagna e Marche;
  - Gruppo di Milano: Valle d'Aosta, Piemonte, Liguria e Lombardia;
  - Gruppo di Roma: Toscana, Umbria, Lazio, Abruzzo e Sardegna;
  - Gruppo di Napoli: Campania, Molise, Puglia, Basilicata e Calabria;
  - Gruppo di Palermo: Sicilia.

Dai Gruppi dipendono:
- 5 Nuclei Operativi con competenza macroareale;
- 101 Nuclei ispettorato del lavoro (NIL) presso gli ispettorati territoriali del lavoro in ogni capoluogo di provincia.

Per le particolari competenze affidate dallo Statuto speciale alle Regioni i gruppi non sono presenti nella Regione Trentino-Alto Adige, mentre in Sicilia dipende funzionalmente dall'Assessorato Regionale della Famiglia, delle Politiche Sociali e del Lavoro.

### Personale
L'art. 826 del Codice dell'ordinamento militare prevede quale contingente per la tutela del lavoro i seguenti militari dell'Arma dei carabinieri, collocati fuori quadro in soprannumero ai ruoli organici dei rispettivi gradi o ruoli:
- colonnelli: 1;
- tenenti colonnelli/maggiori: 5;
- capitani: 1;
- ispettori: 170;
- sovrintendenti: 159;
- appuntati e carabinieri: 170.

Il contingente complessivo ammonta a 506 unità, di cui 84 sono distaccate per lo svolgimento dell'attività di vigilanza propria dell'Assessorato del lavoro, della previdenza sociale,  della formazione professionale e dell'emigrazione della Regione siciliana per l'applicazione delle leggi sulla legislazione sociale, sulla previdenza e sull'assistenza, non esistendo come predetto, gli Ispettorati territoriali del lavoro dello Stato, poiché funzioni regionalizzate.

## Funzioni e competenze
I carabinieri della tutela del lavoro rivestono la qualifica di ufficiali di polizia giudiziaria indipendentemente dal grado rivestito e nell'ambito dell'attività specialistica in cui operano, acquisendo i poteri ispettivi di vigilanza e controllo sulla legislazione sociale tipici degli ispettori del lavoro, ovvero i poteri ispettivi e di vigilanza, quelli sanzionatori, di accesso ai luoghi di lavoro, d'indagine, ecc. previsti dalle normative vigenti in materia di lavoro, quali quelle dell'art. 8 del DPR 19 marzo 1955, n. 520, confermando quanto previsto dall'art. 9 del RD 27 aprile 1913 e dall'art. 138 del r.d. 28 agosto 1924 n. 1422, nonché del d.m. 31 luglio 1997, che estende al personale del Comando per la tutela del lavoro i predetti poteri ispettivi. Sono loro preclusi, tuttavia, le conciliazioni monocratiche previste dall'art. 11 del d.lgs. 124/2004.